# エドガー・サンタナ
エドガー・サンタナ・ファミリア（Edgar Santana Familia, 1991年10月16日 - ）は、ドミニカ共和国プエルト・プラタ州プエルト・プラタ出身のプロ野球選手（投手）。右投右打。メキシカン・リーグのプエブラ・パロッツ所属。
愛称は上腕二頭筋や力こぶを意味するバイセプス（Biceps）。

## 経歴

### プロ入り前
10代の頃よりニューヨーク・ヤンキースやヒューストン・アストロズなどMLB数球団のトライアウトに参加していたが契約には至らず、日本でのプレーも考えた時期もあるという。

### プロ入りとパイレーツ時代
22歳になった2013年10月、ピッツバーグ・パイレーツと契約して念願のプロ入り。
2014年に傘下のルーキー級ガルフ・コーストリーグ・パイレーツでプロデビュー。13試合に登板して1勝3敗2セーブ、防御率3.66、11奪三振を記録した。
2015年はA-級ウェストバージニア・ブラックベアーズとA級ウェストバージニア・パワーでプレーし、2球団合計で22試合に登板して1勝0敗4セーブ、防御率3.19、48奪三振を記録した。
2016年はA+級ブレイデントン・マローダーズ、AA級アルトゥーナ・カーブ、AAA級インディアナポリス・インディアンスでプレーし、3球団合計で43試合に登板して4勝1敗3セーブ、防御率2.71、71奪三振を記録した。オフにはアリゾナ・フォールリーグに参加し、サプライズ・サグアロスに所属した。
2017年は開幕をAAA級インディアナポリスで迎え、6月10日にメジャー契約を結んでアクティブ・ロースター入りした。同日のマイアミ・マーリンズ戦でメジャーデビュー。この年メジャーでは19試合に登板して防御率3.50、20奪三振を記録した。
2018年は開幕から右のリリーフとしてメジャーに定着し、5月16日のシカゴ・ホワイトソックス戦ではメジャー初勝利を挙げた。この年は69試合に登板して3勝4敗、20ホールド、防御率3.26、54奪三振を記録した。10月にトミー・ジョン手術を受けたため、2019年シーズンは全休となる見通しとなった。
2019年は前年の手術の影響で全休した。
2020年6月29日に禁止薬物のアナボリックステロイド（ボルデノン）の陽性反応を示し、80試合の出場停止処分を科せられた。
2021年4月5日にカイル・ケラーの加入に伴ってDFAとなった。

### ブレーブス時代
2021年4月9日に金銭とのトレードで、アトランタ・ブレーブスへ移籍した。4月30日のトロント・ブルージェイズ戦で3年振りにメジャーの公式戦に登板した。

## 投球スタイル
主に使用するのはシンカー、スライダー、フォーシームの3球種で、2018年はシンカーを投げる頻度が大幅に増加している。

## 詳細情報

### 年度別投手成績
| 年 度    | 球 団    | 登 板 | 先 発 | 完 投 | 完 封 | 無 四 球 | 勝 利 | 敗 戦 | セ 丨 ブ | ホ 丨 ル ド | 勝 率 | 打 者 | 投 球 回 | 被 安 打 | 被 本 塁 打 | 与 四 球 | 敬 遠 | 与 死 球 | 奪 三 振 | 暴 投 | ボ 丨 ク | 失 点 | 自 責 点 | 防 御 率 | W H I P |
| -------- | -------- | ----- | ----- | ----- | ----- | -------- | ----- | ----- | -------- | ----------- | ----- | ----- | -------- | -------- | ----------- | -------- | ----- | -------- | -------- | ----- | -------- | ----- | -------- | -------- | ------- |
| 2017     | PIT      | 19    | 0     | 0     | 0     | 0        | 0     | 0     | 0        | 2           | ----  | 81    | 18.0     | 16       | 2           | 12       | 1     | 1        | 20       | 0     | 0        | 8     | 7        | 3.50     | 1.56    |
| 2018     | PIT      | 69    | 0     | 0     | 0     | 0        | 3     | 4     | 0        | 20          | .429  | 271   | 66.1     | 61       | 7           | 12       | 2     | 3        | 54       | 3     | 0        | 25    | 24       | 3.26     | 1.10    |
| 2021     | ATL      | 41    | 0     | 0     | 0     | 0        | 3     | 0     | 0        | 3           | 1.000 | 175   | 42.2     | 37       | 7           | 12       | 1     | 0        | 33       | 1     | 2        | 20    | 17       | 3.59     | 1.15    |
| MLB：3年 | MLB：3年 | 129   | 0     | 0     | 0     | 0        | 6     | 4     | 0        | 25          | .600  | 527   | 127.0    | 114      | 16          | 36       | 4     | 4        | 107      | 4     | 2        | 53    | 48       | 3.40     | 1.18    |

- 2021年度シーズン終了時

### 年度別守備成績
| 年 度 | 球 団 | 投手（P） | 投手（P） | 投手（P） | 投手（P） | 投手（P） | 投手（P） |
| 年 度 | 球 団 | 試 合     | 刺 殺     | 補 殺     | 失 策     | 併 殺     | 守 備 率  |
| ----- | ----- | --------- | --------- | --------- | --------- | --------- | --------- |
| 2017  | PIT   | 19        | 1         | 1         | 0         | 0         | 1.000     |
| 2018  | PIT   | 69        | 4         | 8         | 1         | 0         | .923      |
| MLB   | MLB   | 88        | 5         | 9         | 1         | 0         | .933      |

- 2020年度シーズン終了時

### 背番号
- 37（2017年 - 2018年）
- 67（2021年）